# Национальная библиотека Шотландии
Национальная библиотека Шотландии (англ. National Library of Scotland) была создана в 1925 году актом парламента. Сегодня Национальная библиотека Шотландии — крупнейшая библиотека в Шотландии и одна из шести библиотек, которые получают обязательный экземпляр каждой публикации, напечатанной в Великобритании и Ирландии. Библиотека состоит из нескольких зданий в центре Эдинбурга.
Национальная библиотека Шотландии содержит 14 миллионов печатных изданий, из которых 7000000 печатные книги, 100000 рукописи, около двух миллионов карт и 25 000 наименований журналов и газет. Библиотека ежегодно получает 320 000 новых наименований и включает в себя материал на 490 языках. У Библиотеки есть Попечительский совет, который состоит из 32 членов.

## История
До её официального основания функции национальной библиотеки с правом получения обязательного экземпляра выполняла библиотека Коллегии адвокатов, которая была основана в 1689 году. С 1710 года на основе т. н. Закона об авторском праве королевы Анны играет роль национальной библиотеки, имеющей право на обязательную копию каждой книги, опубликованной в Великобритании. На протяжении веков люди жертвовали Библиотеке Книгии Рукописи, а также и Документы. В 1920-х годах Коллекции Библиотеки были представлены публике, благодаря пожертвованию сэра Александра Гранта из Forres. Закон, принятый парламентом в 1925 году, основал Национальную библиотеку Шотландии. Строительство которой на George IV Bridge, началось при финансировании правительства и сэра Александра Гранта. С 1999 года национальная библиотека Шотландии финансируется Шотландским парламентом.
Работы над новым зданием были начаты в 1938 году, прерваны Второй мировой войной и завершены в 1956 году. К 1970-м годам место в библиотеке, для постоянно расширяющихся коллекций, заканчивалось, и потому библиотека решила расширяться. В 1989 году, в южной части Эдинбурга, в первом этапе, было открыто Здание Каусвейсайд ( англ. Causewayside Building ), а уже в 1995 году Здание Каусвейсайд было полностью открыто. Само Здание Каусвейсайд обошлось в почти 50 миллионов Фунтов Стерлинга.

## Коллекции
Шотландская национальная библиотека содержит следующие коллекции:
- Коллекция британских печатных материалов (Британские)
- Бизнес-коллекция
- Электронные коллекции
- Коллекция от материала
- Коллекция рукописей
- Коллекция карт
- Музыкальная коллекция
- Коллекция газет
- Коллекция официальных изданий
- Редких книг